# Kasimir VI.

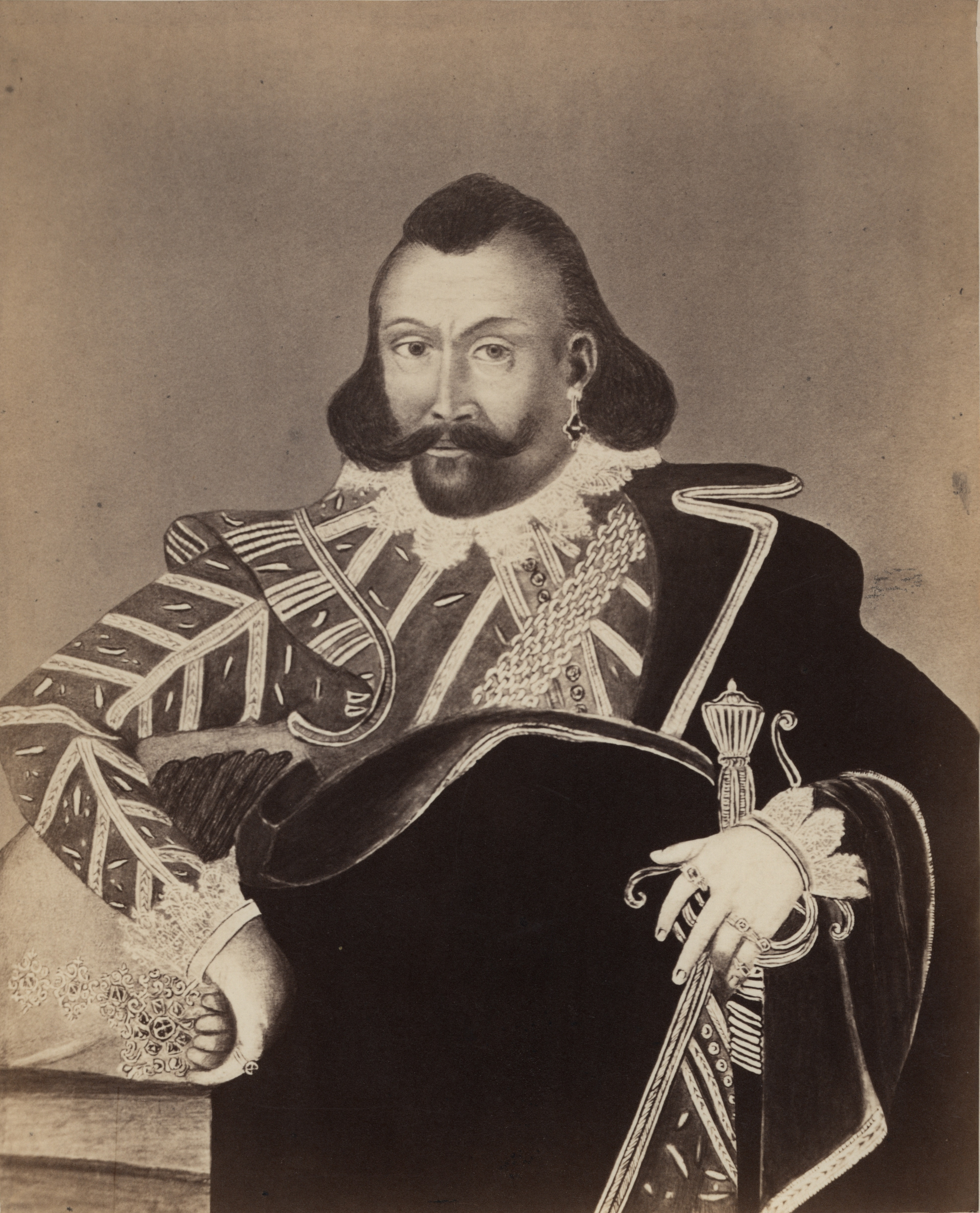
Kasimir VI.

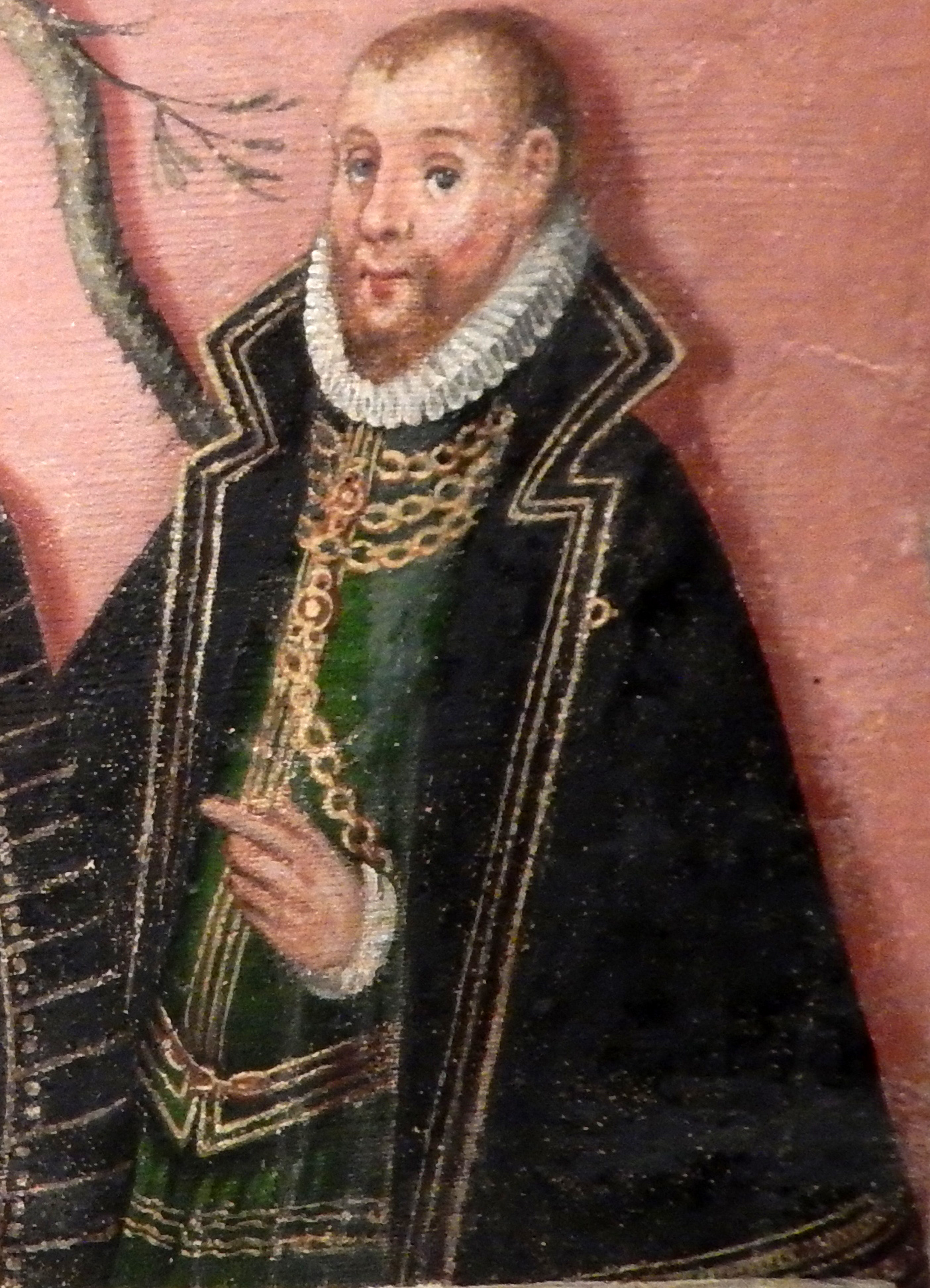
Kasimir VI., aus dem Stammbaum der Greifen von Cornelius Krommeny, 1598.

Kasimir VI., nach anderer Zählung Kasimir IX. (* 22. März 1557 in Wolgast; † 10. Mai 1605 in Neuhausen bei Rügenwalde) war ein nicht-regierender Herzog von Pommern aus dem Greifenhaus und evangelischer Bischof von Cammin.

## Leben
Kasimir wurde als zehntes Kind von Herzog Philipp I. von Pommern-Wolgast und seiner Gemahlin Maria von Sachsen geboren. Beim Tode Philipps im Jahre 1560 überlebten ihn fünf seiner Söhne, neben Kasimir seine älteren Brüder Johann Friedrich (1542–1600), Bogislaw XIII. (1544–1606), Ernst Ludwig (1545–1592) und Barnim X. (1549–1603). Für alle Brüder wurde zunächst eine Vormundschaftsregierung eingerichtet. Sie bestand aus dem Hofmarschall Ulrich von Schwerin als Regent und einem Regentschaftsrat von elf Personen.
1569 kam es zu einer Verteilung der Regierung in Pommern, die im Vertrag von Jasenitz vom 25. Juli 1569 festgeschrieben wurde. Für Kasimir war vorgesehen, dass er später evangelischer Bischof von Cammin werden sollte. Nachdem Johann Friedrich auf das Bistum Cammin verzichtete, übernahm Kasimir dann 1574, im Alter von 17 Jahren, das Bistum. 1578 unternahm er eine Grand Tour nach Italien und in die Niederlande.

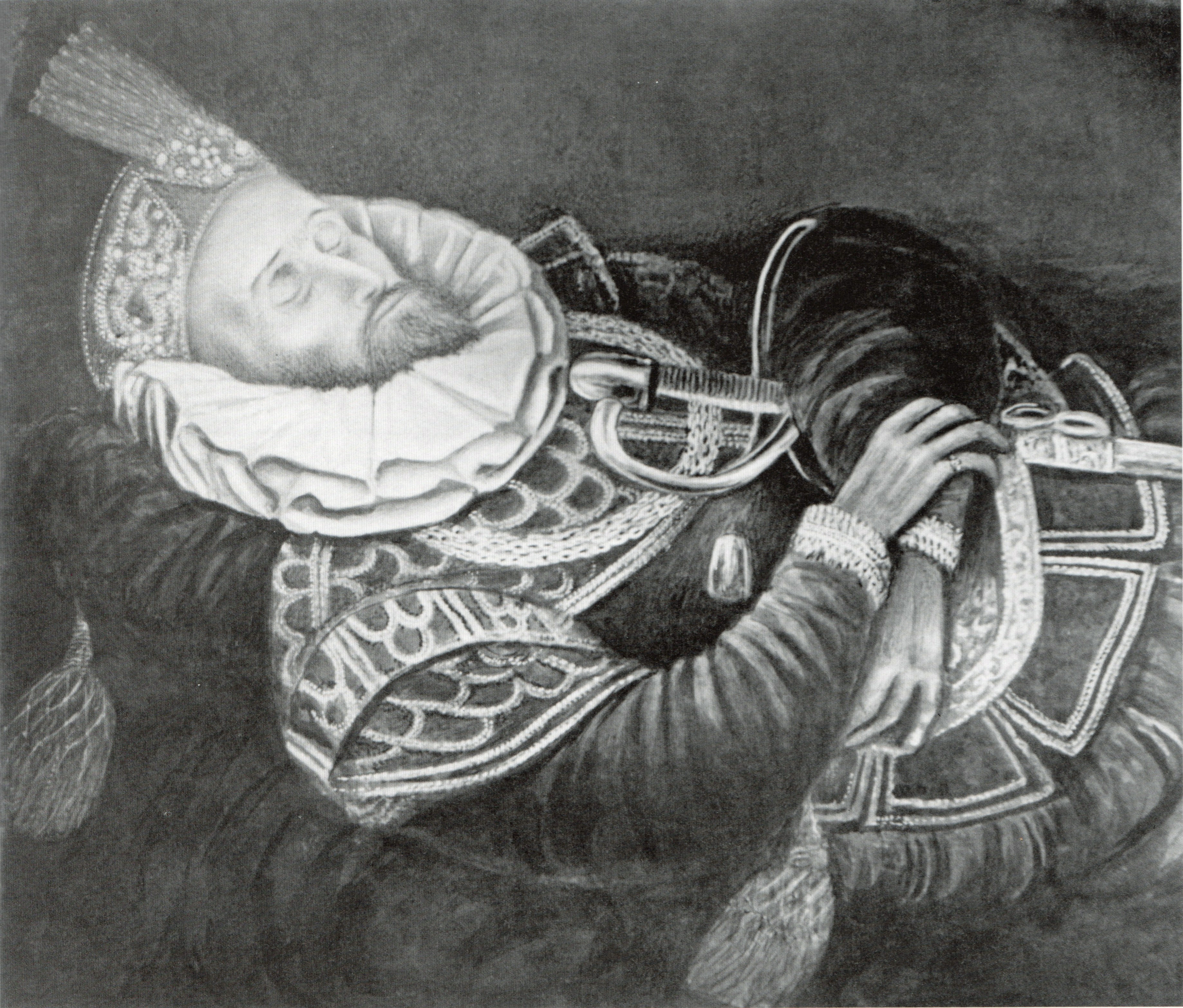
Kasimir VI. auf dem Totenbett.

Als Bischof von Cammin hatte Kasimir vielfach Streitigkeiten mit der Stadt Kolberg. Die Regierungsgeschäfte überließ er überwiegend seinen Beratern, darunter Joachim Damnitz; seine Interessengebiete waren eher Fischfang, Gelage und Reisen.
1602 verzichtete Kasimir auf das Bistum Cammin und übernahm von seinem älteren Bruder Barnim X., der die Regierung in Pommern-Stettin angetreten hatte, das bisher von diesem verwaltete Amt Rügenwalde. Später kam das Amt Bütow hinzu. Nach dem Tode seines Bruders Barnim X. im September 1603 hätte Kasimir ihm in der Regierung in Pommern-Stettin nachfolgen sollen. Schwer krank, trat er die Regierung jedoch nicht an und verzichtete im Dezember 1604 auf die Nachfolge. Er blieb unvermählt.
Nachdem er an Pocken erkrankt und mehrere Tage lang bettlägerig gewesen war, starb Kasimir am 10. Mai 1605 zwischen 20 und 21 Uhr abends auf seinem Schloss Neuhausen bei Rügenwalde. Sein Leichnam wurde am 18. Juni 1605 nach Stettin gebracht und am 20. Juni in der Schlosskirche zu Stettin beigesetzt.

## Zählung
Die Zählung der Herrscher des Greifenhauses ist seit jeher verwickelt. Von alters her herrscht hier eine Ungleichheit, die manche Verwirrung hervorruft. Die modernere Zählung als Kasimir VI. ergibt sich, wenn man nur die Angehörigen des Greifenhauses zählt, die das Mannesalter erreicht haben. Zählt man hingegen auch die als Kind Verstorbenen mit, so ergibt sich die Zählung als Kasimir IX., die in der älteren Literatur üblich war.